# Zaur Abu Darda an-Naszmi
Zaur Abu Darda an-Naszmi (arab. زور أبو دردة النشمي) – wieś w Syrii, w muhafazie Hama. W 2004 roku liczyła 302 mieszkańców.